# 里亚尚-杜雅库伊皮
里亚尚-杜雅库伊皮是巴西巴伊亚州的一个市镇。总面积1199.201平方公里，总人口32425人，人口密度27人/平方公里。